# 中津鋼板
中津鋼板株式会社（なかつこうばん）は、かつて大分県中津市に存在した鉄鋼メーカー。

## 概要
太平洋戦争中、神戸製鋼所が陸軍航空本部の要請により、ジュラルミン板を製造する目的で建設した4工場の内の1つとして中津市内に中津工場を建設し、1944年（昭和19年）3月1日に操業を開始した。だが終戦後まもなく閉鎖となり、1947年（昭和22年）以降はその工場敷地と建物、工作物を大蔵省（現・財務省）、機械類を通商産業省（現・経済産業省）が所有していた。
地元では工場閉鎖後、工場の操業再開を望む声が大きくなり、地元有志や中津市議員の努力により1950年（昭和25年）に九州金属工業株式会社が敷地内の第3工場での操業を開始したが、こちらもまもなく経営不振となり再び閉鎖となってしまう。
そのため再度地元で企業の誘致が再燃、中津市議員が北九州市の財界を通じて八幡製鐵（現・日本製鉄）八幡製鐵所に対して交渉を行った結果、八幡製鐵の協力によって1951年（昭和26年）に設立されたのがこの中津鋼板である。翌1952年（昭和27年）、九州金属工業同様第3工場での操業を開始（第1、第2、第4の各工場にあった機械類は第3工場へ移設された）、薄鋼板・中鋼板・エキスパンドメタルの製造・販売を行った。工場敷地は55,554平方メートル、神戸製鋼所時代に敷設された耶馬渓鉄道（後の大分交通耶馬渓線）の大貞公園駅から分岐する工場への引き込み線を利用して輸送を行っていた。一時は東南アジアへの輸出も行っていたが、業績の低迷から1966年（昭和41年）に工場を閉鎖し解散した。

## 歴史
- 1951年（昭和26年）
  - 9月6日 - 中津市公会堂にて発起人総会。
  - 10月12日 - 中津市公会堂にて創立総会。
  - 10月18日 - 会社設立。中津市公会堂に本社事務所、同時に八幡事務所を開設。資本金2,000万円。
  - 10月23日 - 本社事務所が中津市公会堂から中津商工会議事所に移転。
- 1952年（昭和27年）
  - 3月25日 - 資本金を3,000万円に増資。
  - 5月15日 - 資本金を4,000万円に増資。
  - 6月 - 八幡製鐵が資本参加（出資比率73%）。
  - 6月2日 - 資本金を1億円に増資。
  - 6月5日 - 本社事務所が中津商工会議事所から工場内仮事務所に移転、同年8月1日に本事務所に移転。
  - 7月28日 - 資本金を1億5,000万円に増資。
  - 10月 - 工場開業。
- 1953年（昭和28年）
  - 5月1日 - 労働組合が発足。
  - 10月 - 通商産業省所有の機械類80台の払い下げ・売買契約締結。
- 1954年（昭和29年）
  - 6月 - 豪雨で排水溜め池が溢れ、廃油の一部が流失。9月に地元と円満解決。
  - 10月1日 - 大阪事務所開設。
- 1955年（昭和30年）
  - 2月16日 - 工場第6棟北側のボイラー室で火災、一部を焼失。
- 1956年（昭和31年）
  - 3月31日 - 機械類80台の買収完了。
  - 9月1日 - 東京事務所開設。
  - 9月9日 - 工場第6棟から出た火の粉が近隣の住宅に飛び火し火災が発生、民家17棟が全半焼。
- 1959年（昭和34年）
  - 6月1日 - 大蔵省から工場敷地、建物、工作物の払い下げを完了。
  - 8月27日 - 工場第7棟で小規模火災、一部焼失。
- 1960年（昭和35年）
  - 10月21日 - 工場第4棟で小規模火災、天井屋根を焼失。
- 1961年（昭和36年）
  - 10月16日 - 『中津鋼板株式会社10年史』を発刊。
- 1966年（昭和41年）
  - 4月 - 工場閉鎖。
  - 7月 - 会社解散。

## 本社・事務所
- 本社：大分県中津市大字永添2250番地
- 八幡事務所：福岡県八幡市枝光1の3番地（製鐵ビル4階）
- 大阪事務所：大阪府大阪市西区靱本町1の77番地（八幡製鐵ビル5階）
- 東京事務所：東京都千代田区丸の内1の1番地（製鋼ビル8階806号）

## その他
本社跡地は株式会社メタリックスジャパンの中津工場となっている。